# La morte viene da Scotland Yard
La morte viene da Scotland Yard (The Verdict) è un film noir statunitense del 1946 diretto da Don Siegel e scritto da Peter Milne, liberamente ispirato al romanzo di Israel Zangwill del 1892 Il grande mistero di Bow. Nel cast compaiono Sydney Greenstreet e Peter Lorre in una delle loro ben nove collaborazioni cinematografiche, oltre a Joan Lorring e George Coulouris. La morte viene da Scotland Yard è stato il primo lungometraggio di Siegel.

## Sinossi
Anno 1890: George Edward Grodman, stimato sovrintendente di Scotland Yard, commette un errore di valutazione durante un'indagine che causa la messa a morte di un uomo innocente. Si assume la responsabilità del proprio errore, viene sollevato dalla sua posizione di sovrintendente e sostituito da John Buckley, persona odiosa e piena di sé.
Amareggiato, Grodman si propone di mettere Buckley in cattiva luce, facendolo apparire troppo inetto per svolgere il suo nuovo lavoro. Ricorre perciò all'aiuto di un sinistro personaggio, l'amico e artista Victor Emmric.
L'occasione propizia sembra presentarsi quando in città si verifica un misterioso omicidio.

## Accoglienza
Bosley Crowther sul New York Times non ne restò impressionato: "È piuttosto difficile capire cosa ci vedesse la Warner in questo antiquato mystery, oltre ai ruoli di Sydney Greenstreet e Peter Lorre. Anche quelli di scarsa rilevanza. Nessuno dei due gentiluomini si accinge all'incarico con apparente soddisfazione o entusiasmo. Il signor Greenstreet è più gonfio del solito e il signor Lorre più disinteressato e vacuo. Alla fine, dopo vari avvicendamenti e schermaglie mirati a sconcertare e disturbare lo spettatore, entrambi sembrano del tutto disposti a rinunciare". Variety: "Un mystery su sfondo d'epoca, La morte viene da Scotland Yard mira a generare suspense ed emozioni, con modesti risultati".